# Sixto Ovejero
Jose Sixto Ovejero (1827 - 1896) fue un empresario industrial y político argentino, que fue gobernador de la provincia de Salta entre 1867 y 1869 y nuevamente —en forma interina— durante el año 1890.

## Biografía
Era el quinto hijo del hacendado José Ramírez Ovejero, que en 1830 había fundado el Ingenio Ledesma, en la vecina provincia de Jujuy, que en el siglo siguiente llegaría a ser el ingenio azucarero más grande del país.
Fue elegido gobernador en junio de 1867, poco después de la muerte de su antecesor, José Benjamín Dávalos, y tomó posesión de su cargo el 14 de julio de ese año, siendo su ministro secretario, Isidoro López, que posteriormente sería reemplazado por David Saravia y luego por Juan Martín Leguizamón. Durante las primeras semanas de su mandato intentó reorganizar la administración provincial, que se había resentido de la muerte de su antecesor y del alzamiento contra éste del general Aniceto Latorre, último líder federal de su provincia.
Llevaba apenas dos meses en el cargo cuando llegó a Salta la noticia de la invasión a los Valles Calchaquíes de la montonera del caudillo federal Felipe Varela, que cuatro meses antes había sido derrotado —en forma aparentemente definitiva— en la Batalla de Pozo de Vargas. El comandante militar de los Valles, Pedro Frías, reunió apresuradamente sus tropas pero fue derrotado en dos combates. Un refuerzo enviado desde Salta, al mando de Francisco Zenteno, fue derrotado en Cachi en los primeros días de octubre; la ciudad de Salta quedaba desguarnecida.
El 9 de diciembre, Felipe Varela se presentó frente a la ciudad de Salta, intimando rendición. Ovejero tuvo noticias de que una división del Ejército Nacional, al mando de Octaviano Navarro —antiguo líder federal— se dirigía a enfrentar a Varela, de modo que organizó la defensa de la ciudad, instalando veinte cantones en las calles que daban acceso a la plaza central y poniendo al frente de los mismos al teniente coronel Juan Martín Leguizamón. Sabiendo de la proximidad de Navarro, Varela lanzó su ataque en la mañana del día siguiente. El mismo fue resistido durante algunas horas, pero finalmente debieron rendirse.
Ovejero y sus seguidores abandonaron la ciudad para instalarse en sus alrededores, mientras los montoneros saqueaban las viviendas. El saqueo no fue especialmente violento, ya que buscaban especialmente armas y pólvora, además de alimentos e indumentaria; algunas horas más tarde los invasores abandonaron la ciudad rumbo a Jujuy. El propio Ovejero se unió a las fuerzas de Navarro en la persecución, que no obtuvo resultado alguno. El gobierno jujeño no intentó la misma resistencia que Ovejero, lo cual causó la caída del gobernador Cosme Belaúnde y realzó el prestigio de Ovejero.
La situación económica de la provincia se resintió de la invasión, además de ser afectada —como las de las demás provincias argentinas— por la Guerra del Paraguay. Ovejero respondió a la emergencia reduciendo los gastos públicos, eliminando persona, bajando los sueldos y suprimiendo reparticiones públicas, como la Mesa de Topografía y Estadística. También nombró una comisión para contratar un empréstito en Jujuy.
Una vez alejado el peligro, reinició algunas iniciativas, tal como la construcción del fuerte de "Palo Santo2, destinado a la protección de la Colonia Rivadavia.
En el año 1868, el gobernador Ovejero sostuvo la candidatura presidencial de Justo José de Urquiza contra la de Domingo Faustino Sarmiento. Triunfante este último, no atacó a Ovejero, pero sí apoyó la formación de un grupo leal al gobierno nacional.
A fines de ese año, se produjo el último intento de invasión por parte de Felipe Varela, que invadió la Puna salteña desde Chile. Ovejero colaboró activamente con el teniente coronel Julio Argentino Roca, que fue enviado desde Salta a enfrentarlo. El caudillo fue derrotado por una división de las fuerzas de Roca en el Combate de Pastos Grandes, a mediados de enero del año siguiente, y obligado a huir a Chile, donde moriría al año siguiente. Había sido el último alzamiento federal del norte argentino.
A mediados de 1869 se había formado una oposición a la gestión de Ovejero, en la que se enrolaron antiguos dirigentes federales y otros liberales que simpatizaban con el presidente Sarmiento, y que en definitiva formaría la fracción local del Partido Autonomista Nacional. Considerándose injustamente atacado, Ovejero presentó su renuncia el 24 de abril, pero la misma no fue aceptada hasta el mes de julio. Fue sucedido por su ministro general de gobierno y legislador provincial, Delfín Leguizamón.
Desde entonces se dedicó, junto a su hermano Querubín y su primo Ángel Zerda, a la explotación del Ingenio Ledesma; en 1876 introdujo las primeras máquinas a vapor que se utilizaron en la industria azucarera en la Argentina su ingenio en Jujuy.
Continuó teniendo participación en la política local, siendo varias veces presidente de la Legislatura. Al producirse la renuncia, el último día de 1889, del gobernador Adolfo Martínez, asumió la gobernación en carácter de interino. Su gestión no fue más allá de asegurar la elección de su sucesor, Pedro J. Frías.
En 1889 vendió el Ingenio Ledesma por medio de un remate. Por esa época, la empresa elaboraba anualmente 150 000 arrobas de azúcar y 5 000 barriles de aguardiente, además de miel de caña y otros productos. El resultado de la operación fue la adquisición de la misma por otra sociedad, formada por el mismo Sixto Ovejero, Ángel Zerda y David Ovejero. La empresa cambiaría de manos años después de la muerte de Sixto Ovejero —ocurrida en 1896— y pasaría a ser propiedad de Enrique Wollmann y Carlos Delcassé.